# عصير العنب

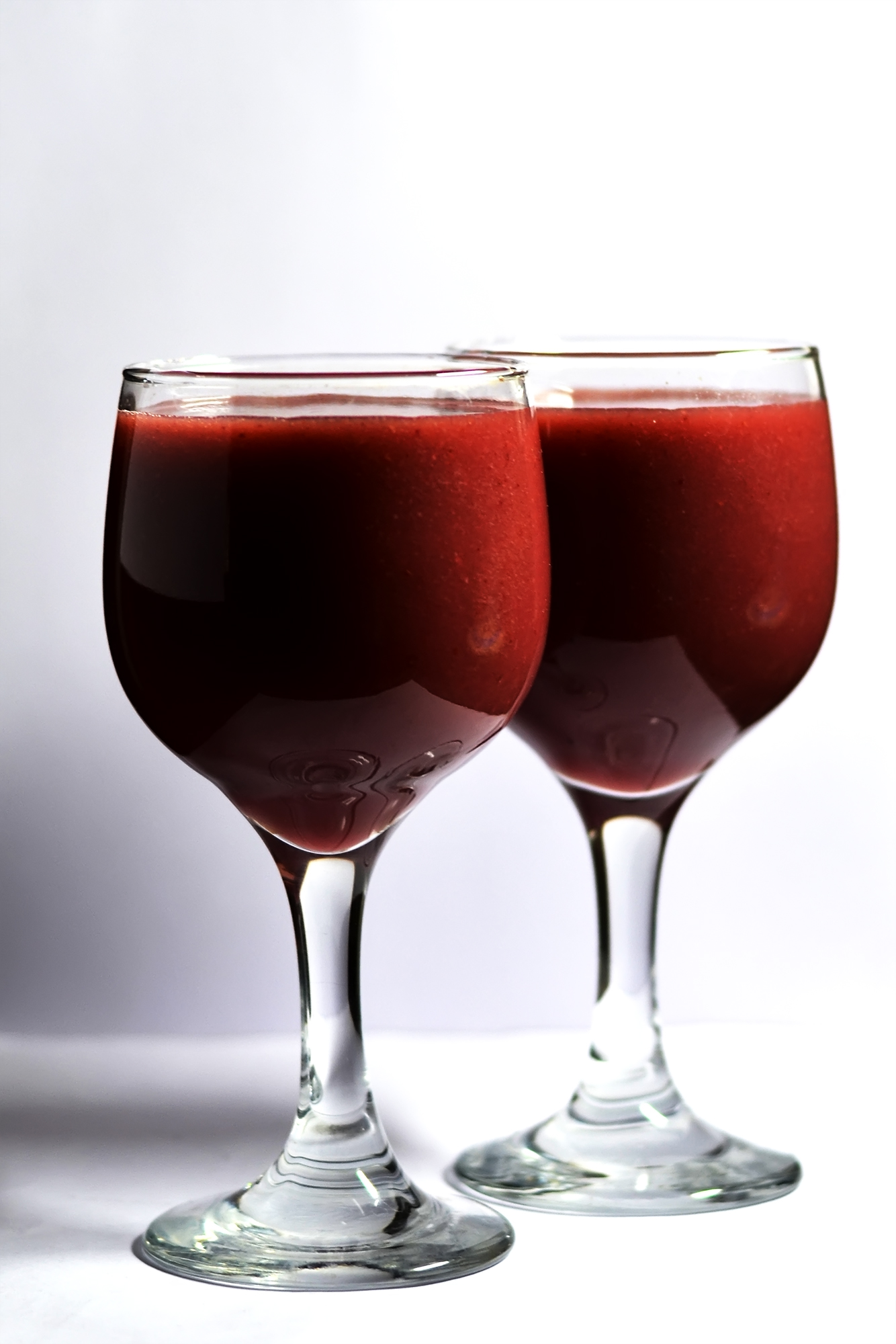
عصير العنب الأحمر

عصير العنب وهو ما ينتج من عصير عند عصر العنب.

## المحتوى الغذائي
يحتوي كل كوب من العنب (151غ) بحسب وزارة الزراعة الأميركية على المعلومات الغذائية التالية :
- السعرات الحرارية: 104
- الدهون: 0.24
- الكاربوهيدرات: 27.33
- الألياف: 1.4
- السكر: 23.37
- البروتينات: 1.09